# Eumacrodes excilinea
Eumacrodes excilinea är en fjärilsart som beskrevs av W. Warren 1906. Eumacrodes excilinea ingår i släktet Eumacrodes och familjen mätare. Inga underarter finns listade i Catalogue of Life.